# Anyone (Justin Bieber)
Anyone è un singolo del cantante canadese Justin Bieber, pubblicato il 1º gennaio 2021 come terzo estratto dal sesto album in studio Justice.

## Pubblicazione
Il cantante ha annunciato il singolo il giorno antecedente la pubblicazione, tramite i suoi canali social. Successivamente ha dichiarato di aver registrato la canzone il 10 aprile 2020 durante una diretta Instagram.

## Video musicale
Il video musicale, diretto da Colin Tilley, è stato reso disponibile sul canale YouTube di Bieber in contemporanea con il lancio del singolo.

## Tracce
Testi e musiche di Justin Bieber, Jonathan Bellion, Michael Pollack, Jordan K. Johnson, Stefan Johnson, Andrew Wotman, Alexander Izquierdo e Raul Cubina.
1. Anyone – 3:10

## Formazione
Musicisti
- Justin Bieber – voce, cori
- The Monsters & Strangerz – programmazione, tastiera
- Andrew Watt – cori, programmazione, chitarra, tastiera, batteria
- Jon Bellion – cori, programmazione, basso, batteria
- Michael Pollack – cori, tastiera
- Jordan K. Johnson – cori
- Stefan Johnson – cori
- Alexander Izquierdo – cori
- Charlie Puth – pianoforte
- Raul Cubina – percussioni

Produzione
- The Monsters & Strangerz – produzione
- Andrew Watt – produzione
- Jon Bellion – produzione
- Paul LaMalfa – registrazione
- Heidi Wang – assistenza al missaggio
- Colin Leonard – mastering

## Classifiche

### Classifiche settimanali
| Classifica (2021) | Posizione massima |
| ----------------- | ----------------- |
| Australia         | 5                 |
| Austria           | 11                |
| Belgio (Fiandre)  | 15                |
| Belgio (Vallonia) | 33                |
| Canada            | 2                 |
| Corea del Sud     | 184               |
| Croazia           | 5                 |
| Danimarca         | 3                 |
| Finlandia         | 9                 |
| Francia           | 148               |
| Germania          | 30                |
| Grecia            | 25                |
| Irlanda           | 5                 |
| Islanda           | 9                 |
| Italia            | 32                |
| Lituania          | 25                |
| Malaysia          | 8                 |
| Norvegia          | 2                 |
| Nuova Zelanda     | 9                 |
| Paesi Bassi       | 5                 |
| Portogallo        | 32                |
| Regno Unito       | 4                 |
| Repubblica Ceca   | 19                |
| Singapore         | 4                 |
| Slovacchia        | 9                 |
| Spagna            | 68                |
| Stati Uniti       | 6                 |
| Sudafrica         | 5                 |
| Svezia            | 6                 |
| Svizzera          | 12                |
| Ungheria          | 25                |

### Classifiche di fine anno
| Classifica (2021) | Posizione |
| ----------------- | --------- |
| Australia         | 30        |
| Belgio (Fiandre)  | 70        |
| Canada            | 26        |
| Croazia           | 67        |
| Danimarca         | 26        |
| Islanda           | 44        |
| Nuova Zelanda     | 36        |
| Paesi Bassi       | 67        |
| Regno Unito       | 67        |
| Stati Uniti       | 74        |
| Svezia            | 54        |